# Éthelinde ou la Recluse du lac

Éthelinde ou la Recluse du lac (Ethelinde or The recluse of the lake) est un roman gothique écrit par la poétesse et romancière anglaise Charlotte Turner Smith et publié par l'éditeur Thomas Cadell en 1789.

## Synopsis
Ethelinde ou La Recluse du Lac raconte l’histoire d’Ethelinde, une jeune orpheline aimée par Montgomery, un chevalier courageux mais sans fortune, et son tuteur Sir Edward Newenden, un homme marié et malheureux. Alors qu’Ethelinde fait face à des dilemmes sentimentaux et moraux, elle est également la cible des intrigues du libertin Davenant, qui tente de la séduire.

## Éditions
- (en) Charlotte Smith, Ethelinde, or, The recluse of the lake, Londres, printed for T. Cadell, 1789 (OCLC 7075758, présentation en ligne).
- (en) Charlotte Smith, Ethelinde, or, The recluse of the lake, Londres, National Art Library, coll. « Dyce Collection », 1790, 2e éd. (OCLC 1008516007).
- (en) Charlotte Smith, Ethelinde, or, The recluse of the lake (facsimilé de la 2e édition — 1790 —), Boston, Adamant Media Corp., coll. « Elibron Classics », 2005 (ISBN 9781402162510, OCLC 79201003).
- (en) Charlotte Smith, Ethelinde, or The recluse of the lake, Londres, Pickering & Chatto, 2015 (ISBN 9781851967896, OCLC 493131753).
- (en) Charlotte Smith (préf. Ellen Moody), Ethelinde : or, The recluse of the lake, Richmond, Valancourt Books, 2016 (ISBN 9781943910540, OCLC 1013186833, présentation en ligne).
- (en) Charlotte Smith, Ethelinde : or, the recluse of the lake, GALE NCCO, 2017 (ISBN 9781375037815, OCLC 1228885155).